# Тіт Віній
Тіт Віній (лат. Titus Vinius; 12 — 15 січня 69) — політичний та військовий діяч Римської імперії, консул 69 року.

## Життєпис
Походив зі стану вершників. Свою кар'єру розпочав у війську. У 39 році призначено військовим трибуном до Паннонії. Тут потрапив у скандал із дружиною Гая Кальвізія Сабіна. Деякий час провів за державними справами. Втім незабаром став квестором й претором, а потім легатом. За Нерона став проконсулом у Нарбонській Галлії.
У 68 році призначено легатом Сервія Сульпіція Гальби у Тарраконській Іспанії. З початком громадянської війни спонукав Гальбу втрутитися у боротьбу за владу. Того ж року вони разом увійшли до Риму. Пропонував Гальбі усиновити Отона, але не досяг результату. Втім Віній мав незаперечний вплив на імператора, чим користувався у власних інтересах. У 69 році він став консулом. Тіт Віній загинув внаслідок змови Отона, його вбили разом з Гальбою 15 січня 69 року.